# Лагуна-Гайтс (Техас)
Лагуна-Гайтс (англ. Laguna Heights) — переписна місцевість (CDP) в США, в окрузі Камерон штату Техас. Населення — 962 особи (2020).

## Географія
Лагуна-Гайтс розташована за координатами 26°5′4″ пн. ш. 97°16′3″ зх. д. / 26.08444° пн. ш. 97.26750° зх. д. (26.084331, -97.267633).  За даними Бюро перепису населення США в 2010 році переписна місцевість мала площу 1,54 км², уся площа — суходіл. В 2017 році площа становила 0,63 км², уся площа — суходіл.

## Демографія
Згідно з переписом 2010 року, у переписній місцевості мешкало 3488 осіб у 951 домогосподарстві у складі 807 родин. Густота населення становила 2267 осіб/км².  Було 1042 помешкання (677/км²).
Расовий склад населення:
| - 84,6 % — білих - 0,7 % — чорних або афроамериканців - 0,5 % — корінних американців - 0,2 % — вихідців з тихоокеанських островів - 0,1 % — азіатів - 12,7 % — осіб інших рас |

До двох чи більше рас належало 1,2 %. Частка іспаномовних становила 86,2 % від усіх жителів.
За віковим діапазоном населення розподілялося таким чином: 34,5 % — особи молодші 18 років, 60,0 % — особи у віці 18—64 років, 5,5 % — особи у віці 65 років та старші. Медіана віку мешканця становила 27,4 року. На 100 осіб жіночої статі у переписній місцевості припадало 101,0 чоловіків;  на 100 жінок у віці від 18 років та старших — 102,4 чоловіків також старших 18 років.
Середній дохід на одне домашнє господарство  становив 28 615 доларів США (медіана — 22 500), а середній дохід на одну сім'ю — 31 117 доларів (медіана — 22 774). Медіана доходів становила 23 750 доларів для чоловіків та 19 428 доларів для жінок. За межею бідності перебувало 45,0 % осіб, у тому числі 64,2 % дітей у віці до 18 років та 33,3 % осіб у віці 65 років та старших.
Цивільне працевлаштоване населення становило 1141 особа. Основні галузі зайнятості: мистецтво, розваги та відпочинок — 33,8 %, роздрібна торгівля — 12,4 %, будівництво — 10,8 %, освіта, охорона здоров'я та соціальна допомога — 10,3 %.